# Burabaj audany
Burabaj audany (kazakiska: Бурабай ауданы), även Burabaj rajon (ryska: Бурабайский район: Burabajskij rajon), är ett distrikt i Kazakstan. Det ligger i oblystet Nordkazakstan, i den norra delen av landet, 210 km norr om huvudstaden Astana. 
Huvudort är Sjtjutjinsk. Fram till år 2009 var namnet Sjtjutjinsk audany (kazakiska: Щучье ауданы: Sjtjutje audany) samt Sjtjutjinsk rajon (ryska: Щучинский район: Sjtjutjinskij rajon)